# Centrum Szkolenia Logistyki
Centrum Szkolenia Logistyki im. Kazimierza I Odnowiciela (CSLog.) – jednostka szkolna Wojska Polskiego, podporządkowana szefowi Inspektoratu Wsparcia Sił Zbrojnych.
Centrum Szkolenia Logistyki sformowano w 2011 roku na bazie istniejącego dotychczas 1 Ośrodka Szkolenia Kierowców w Grudziądzu oraz 2 Ośrodka Szkolenia Kierowców w Ostródzie. Jednostkę dyslokowano w Grudziądzu – w koszarach przy ul. Bema i ul. Jagiełły, oraz w Grupie. Jednostka rozpoczęła swoją działalność 1 stycznia 2012 roku.

## Tradycje
Centrum dziedziczy tradycje następujących jednostek wojskowych:
- 1 Pułku Inżynieryjno-budowlanego w Grupie (1966-1989);
- 6 Szkolnego Pułku Samochodowego (1959-1989);
- Wojskowego Ośrodka Szkolenia Operatorów i Mechaników Służby Zakwaterowania i Budownictwa (1968-1992);
- Ośrodka Szkolenia Służb Kwatermistrzowskich (1969-1995);
- 31 Ośrodka Szkolenia Specjalistów Samochodowych (1971-1995);
- 6 Ośrodka Specjalistów Samochodowych (1989-2002);
- Centralnego Ośrodka Szkolenia Młodszych Specjalistów Logistyki (1995-2002);
- 2 Ośrodka Szkolenia Kierowców w Ostródzie (2002-2011);
- 1 Ośrodka Szkolenia Kierowców w Grudziądzu (2002-2011).

Zgodnie z Decyzją Ministra Obrony Narodowej nr 75/MON z dnia 20 marca 2012 r. Centrum otrzymało imię Kazimierza I Odnowiciela.

Insygnia
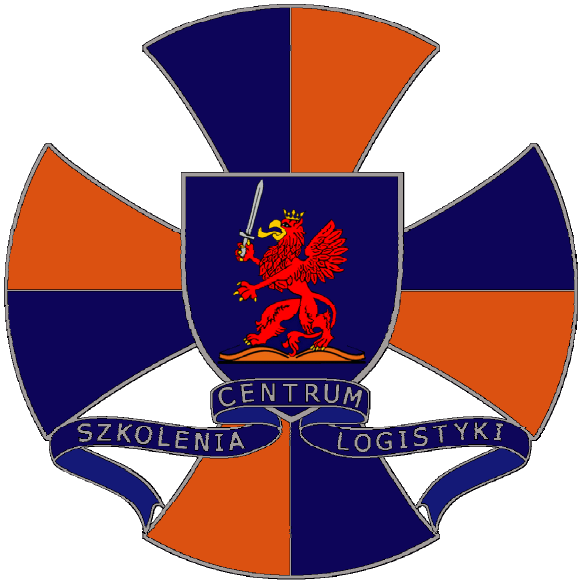
Odznaka pamiątkowa
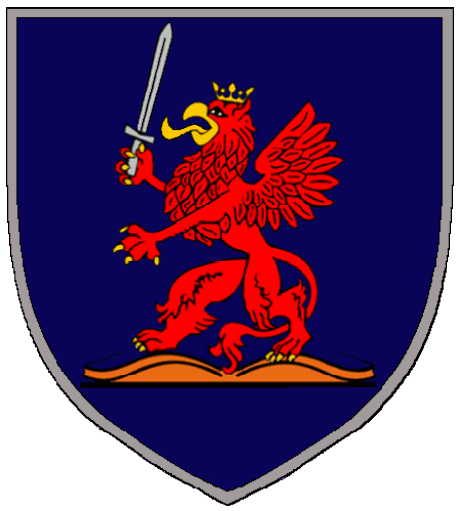
Oznaka rozpoznawcza
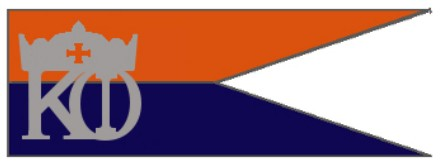
Proporczyk na beret

## Zadania
Do głównych zadań centrum należy szkolenie pracowników wojska i żołnierzy w zakresie służb: materiałowych, technicznych, infrastruktury, planowania logistycznego i transportu i ruchu wojsk. W strukturze centrum znajduje się również Szkoła Specjalistów Pożarnictwa, która realizuje szkolenie na potrzeby wojskowej ochrony przeciwpożarowej. Centrum szkoli również kandydatów służby przygotowawczej w organicznym Ośrodku Szkolenia Podstawowego, ponadto w ramach Centrum sformowano 1 października 2020 r.Szkołę Podoficerską Logistyki. Na wyposażeniu centrum znajdują się różnego rodzaju pojazdy ciężarowe, cysterny, dźwigi, wózki widłowe pozwalające prowadzić szkolenie kierowców i operatorów.

## Komendanci
- cz. p.o. ppłk Sławomir Gutman (2011 – 1 VII 2011)
- płk Dariusz Żuchowski (1 VII 2011 – 26 III 2015)
- płk Krzysztof Tokarczyk (26 III 2015 – 23 IV 2018)
- płk Mariusz Kaliszuk (23 IV 2018 – 27 II 2020)
- płk Andrzej Dyk (od 27 II 2020)[3]